# Dren Feka
Dren Feka (n. 9 iunie 1997, Bad Oldesloe, Schleswig-Holstein, Germania) este un fotbalist albanez kosovar care joacă pe postul de mijlocaș defensiv pentru clubul elvețian Luzern. 

## Cariera pe echipe

### Luzern
La 24 iunie 2017 Feka a semnat un contract cu echipa Luzern din Superliga Elveției. La 23 iulie 2017, el și-a făcut debutul ca titular într-o victorie scor 1-0 împotriva lui Lugano.

## Cariera la națională
Feka a jucat trei meciuri în mai 2013 pentru naționala Germaniei sub 16 ani. În august 2013 a prins o selecție la naționala sub 17 ani, iar în noiembrie 2015, Feka a jucat două meciuri pentru naționala sub 19 ani.

### Albania

#### Sub-17
La data de 14 februarie 2013. Feka a fost convocat la naționala Albaniei U17 pentru meciurile amicale cu Slovenia U17 și Kosovo U17. La 20 februarie 2013, el și-a făcut debutul ca titular pentru Albania U17 în meciul cu Slovenia U17. 

### Kosovo

#### Sub-21
La 6 noiembrie 2017, Feka a fost convocat la naționala Kosovoului U21 pentru un meci de calificare la Campionatul European sub 21 de ani 2019 împotriva Israelului U21 și Azerbaijanului U21  La 9 noiembrie 2017, el a debutat ca titular pentru Kosovo U21 în meciul cu Israel U21, într-un meci pierdut de kosovari cu 0-4.

#### Seniori
La 23 mai 2018. Feka a primit o convocare din partea naționalei Kosovoului pentru un meci amical împotriva Albaniei, fiind rezervă neutilizată în acel meci.